# Dwergtarwe
Dwergtarwe (Triticum compactum) is een tarwesoort met een zeer dicht geschakelde aar, waardoor de tarwekorrels zeer dicht op elkaar zitten. Dwergtarwe is een hexaploïd met 2n = 42 chromosomen en wordt vaak beschouwd als een ondersoort van gewone tarwe. Dwergtarwe is ontstaan uit de kruising Triticum dicoccum met Aegilops squarrosa. Bijna alle dwergtarwe in Noord-Amerika wordt verbouwd in de Pacific Northwest. Dwergtarwe heeft een laag eiwitgehalte, waardoor het bloem vooral geschikt is voor het bakken van koekjes. Dwergtarwe komt niet in het wild voor.
Dwergtarwe is een eenjarige plant, die 60 cm hoog wordt. Dwergtarwe bloeit in juni en juli en rijpt af in augustus en september.

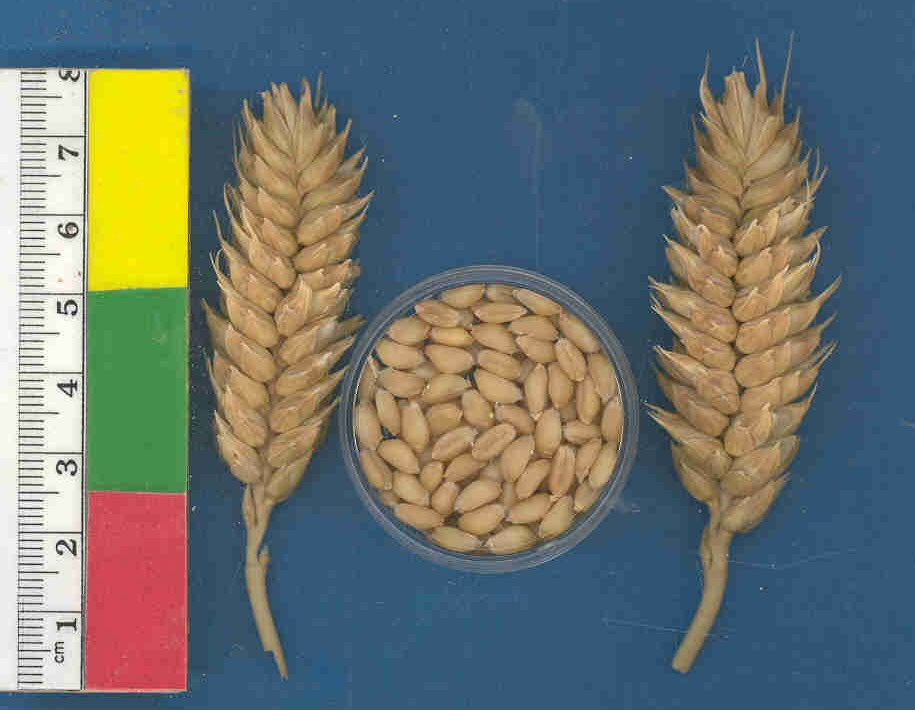
Dwergtarwe: aren en tarwekorrels

## Geschiedenis

### Europa en het Midden-Oosten
De oudste primitieve vormen van dwergtarwe komen naast vergelijkbare tarwesoorten voor in het neolithische Syrië. Vanuit Syrië is dwergtarwe verspreid in Europa en werd tot de jaren 1940 beschouwd als de oudste geteelde tarwe in Europa, maar nadien zijn er oudere tetraploïde tarwerassen gevonden die nog eerder dan de dwergtarwe werden verbouwd. Dwergtarwe verscheen voor het eerst in Europa tijdens het neolithicum en werd in 4600 v. Chr. tot in Spanje verbouwd. De vondsten van dwergtarwe in Portugal en Frankrijk laten zien dat de Romeinen dwergtarwe verbouwden op het Iberisch Schiereiland tijdens de eerste twee eeuwen na Christus. Vondsten van dwergtarwe naast die van gerst in een nederzetting in Oost-Finland laten zien dat dwergtarwe daar werd verbouwd tussen de vijfde en zevende eeuw na Christus.
... · 
T. aestivum (Gewone tarwe) · 
T. compactum (Dwergtarwe) · 
T. dicoccoides (Wilde emmer) · 
T. dicoccum (Emmertarwe) · 
T. durum (Durum) · 
T. monococcum (Eenkoorn) · 
T. spelta (Spelt) · 
...